# 拟荒漠豹蛛
拟荒漠豹蛛（学名：Pardosa tesquorumoides）为狼蛛科豹蛛属的动物。分布于蒙古以及中国的青海、四川等地。该物种的模式产地在青海、四川。